# جيمس بيري ويلسون
جيمس بيري ويلسون (بالإنجليزية: James Perry Wilson)‏ هو رسام أمريكي، ولد في 13 أغسطس 1889، وتوفي في 12 أغسطس 1976.